# Zakho
Zakho (Koerdisch: زاخۆ, Zaxo; Arabisch: زاخو, Zāḫū; Aramees: ܙܟܼܘ) is de op een na grootste stad van de Iraakse provincie Duhok. Het ligt in het uiterste noorden van Iraaks-Koerdistan. De stad heeft naar schatting tussen de 350.000 inwoners. De stad wordt grotendeels bewoond door Koerden, met kleinere gemeenschappen van Arameeërs en Armeniërs.
De stad ligt aan de grens met Turkije. De Ibrahim Khalil-grensovergang verbindt de Koerdische Autonome Regio met Turkije en vormt een belangrijke handelsroute in de regio. De grensovergang wordt beheerd door de Koerdische Regionale Regering en beveiligd door Koerdische Peshmerga-troepen en grenswachten.
Zakho wordt sinds 2022 veel bezocht door toeristen, zowel uit de Koerdische regio als internationaal, dankzij grote projecten die de infrastructuur hebben verbeterd, met name rond de historische Koerdische brug Pira Delal. Sinds 2022 investeert de Koerdische premier Masrour Barzani aanzienlijk om de stad aantrekkelijker te maken. 

## Grens Irak-Turkije
Zakho is zeer van belang omdat het de enige stad is waar er verkeer plaatsvindt op de grens tussen Irak en Turkije. Hoewel Zakho vroeger een dorp was, is het nu een stad geworden met veel hotels en luxe restaurants, zodat de toeristen even bij kunnen komen als ze de grens over zijn gestoken. Veel ophef is aan Turkse kant ontstaan over de grens. De Koerden die er wonen hijsen namelijk alleen de vlag van Koerdistan en niet de Iraakse vlag. Dit is ook de reden dat men alleen een rood-wit-groene vlag ziet bij binnenkomst van Iraaks-Koerdistan.

## Pira Delal
Pira Delal is een brug in Zakho. Delal betekent "mooi" in het Koerdisch. De oude brug, gebouwd ten tijde van het Romeinse Rijk, trekt veel bekijks.

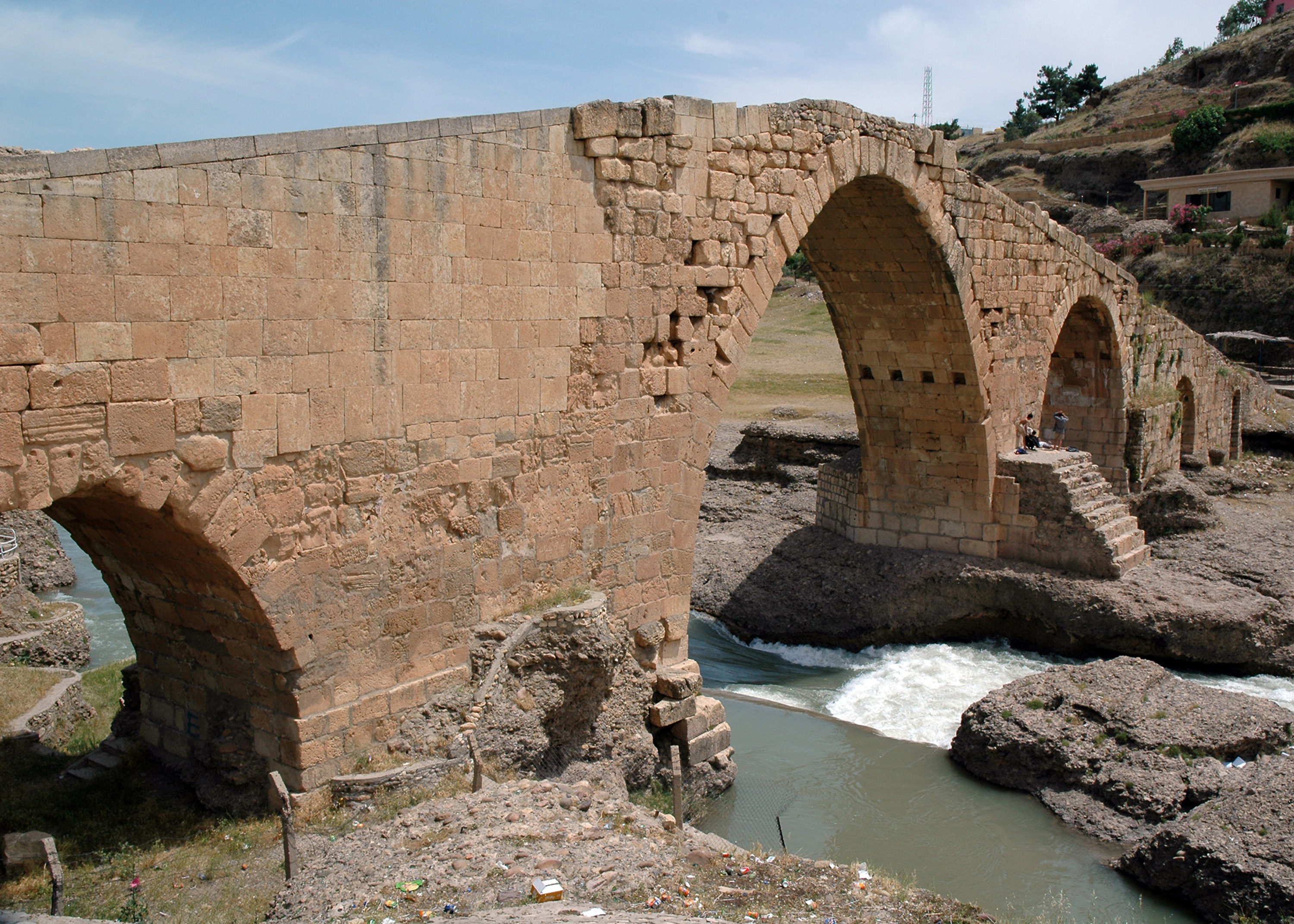
De brug Pira Delal in Zakho